# Du bist wie eine Blume, WAB 64
Du bist wie eine Blume (Tu es comme une fleur), WAB 64, est une œuvre chorale, qu'Anton Bruckner a composée en 1861.

## Historique
À la demande de son ami Alois Weinwurm, Bruckner composa l'œuvre sur un texte de Heinrich Heine, le 5 décembre 1861, pour le concert d'ouverture de la Liedertafel Sängerbund.
L'œuvre a été exécutée 10 jours plus tard (16 décembre) sous la baguette de Bruckner dans la Redoutensaal de Linz par quatre solistes : Hermine et Wilhelmine Ritter, Heinrich Knoll et Ferdinand Hummel. L'œuvre est devenue l'une des préférées de la Sängerbund,.
Le manuscrit original du 5 décembre 1861 (A-LIsakaWAB64) est conservé dans l'archive de la ville de Linz.
Un manuscrit de travail non daté (Mus.Hs.3166) est par ailleurs archivé à l'Österreichische Nationalbibliothek. Une copie de ce manuscrit de travail a été d'abord publiée dans le Volume III/2, pp. 193-196 de la biographie Göllerich/Auer,.
Une partition basée sur le manuscrit du 5 décembre 1861 est éditée dans le Volume XXIII/2, no 14 de la Bruckner Gesamtausgabe.

## Texte
L'œuvre utilise un texte du Buch der Lieder (Livre des Lieder) de Heinrich Heine.
| Du bist wie eine Blume, So hold und schön und rein; Ich schau dich an, und Wehmut Schleicht mir ins Herz hinein. Mir ist, als ob ich die Hände Aufs Haupt dir legen sollt', Betend, dass Gott dich erhalte So rein und schön und hold. | Tu es comme une fleur, Si charmante, si belle et si pure ; Je te regarde et la mélancolie Se glisse dans mon cœur. C'est comme si je devais placer Mes mains sur ta tête Et prier Dieu qu'il te maintienne Si pure, si belle et si charmante. |

## Composition
L'œuvre de 32 mesures fa majeur est composée pour un quatuor de voix mixtes,.

## Discographie
Il existe trois enregistrements de l'œuvre :
- Johannes Hiemetsberger, Chorus sine nomine, Romantik rediscovered - Europäische Chorjuwelen des 19. Jahrhundert – CD : Helbling C8352CD, 2017
- Reiner E. Moritz, Anton Bruckner - The making of a giant – BR : Arthaus Musik NTSSC, 2021
Un enregistrement de sept motets[6], et deux œuvres chorales profanes : Du bist wie eine Blume[7] et le premier enregistrement du Vaterlandslied par Alexander Koller avec le Hard-Chor-Linz et la Linzer Sängerakademie, est annexé à ce documentaire.

NB : Une répétition du chant peut être écoutée sur Youtube.
- Calmus Ensemble, Bruckner Vocal - Du bist wie eine Blume, WAB 64 – Carus, 2023 – Performance originale pour quatuor vocal

Notes :
- Un fragment, interprété par le chœur de la Singakademie de Linz, peut être entendu à la 30e minute du film vidéo Das Leben Anton Bruckners de Hans Conrad Fischer (1975)
- Une exécution par Stephen Cleobury avec le chœur de la BBC (2011) est disponible dans la Bruckner Archive sur le CD Charter Oak COR-2178 (coffret de 2 CD)[9].

## Sources
- August Göllerich, Anton Bruckner. Ein Lebens- und Schaffens-Bild, vers 1922 – édition posthume par Max Auer, G. Bosse, Ratisbonne, 1932
- Anton Bruckner – Sämtliche Werke, Band XXIII/2: Weltliche Chorwerke (1843-1893), Musikwissenschaftlicher Verlag der Internationalen Bruckner-Gesellschaft, Angela Pachovsky et Anton Reinthaler (Éditeurs), Vienne, 1989
- Cornelis van Zwol, Anton Bruckner 1824-1896 – Leven en werken, uitg. Thot, Bussum, Pays-Bas, 2012.  (ISBN 978-90-6868-590-9)
- Uwe Harten, Anton Bruckner. Ein Handbuch. Residenz Verlag, Salzbourg, 1996.  (ISBN 3-7017-1030-9).
- Crawford Howie, Anton Bruckner - A documentary biography, édition révisée en ligne